# Schoonrijden

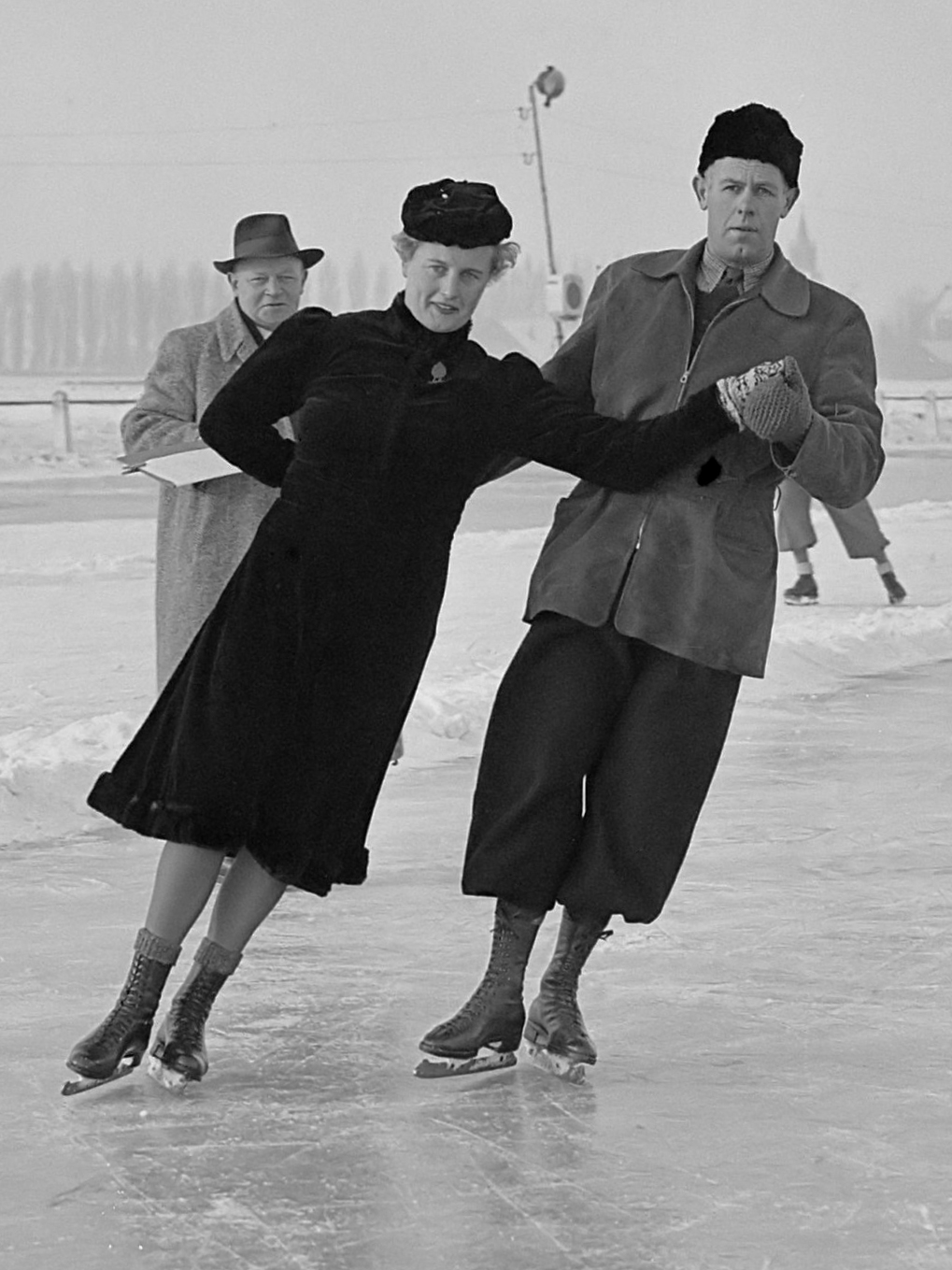
Madame Molennar et monsieur Wesseloo, champions d'Hollande-du-Nord en 1950.

Le schoonrijden (trad. :le patinage propre ou le beau patinage) ou zwieren est un style de patinage néerlandais qui a vu le jour en Hollande-Septentrionale vers 1875, mais qui trouve ses racines dans le siècle d'or néerlandais. C'est l'une des plus anciennes formes de patinage aux Pays-Bas.
L'idée est patiner en alternant les côtés intérieur et extérieur de la lame dans un mouvement régulier et uniforme, en dessinant des arcs. Ce style était plutôt pratiqué en Hollande et dans le Brabant, quand les Frisons mettaient plus l'accent sur la vitesse, ce qui nécessite des patins avec des lames longues, étroites et à bords droits, il faut des patins à lames courtes, larges et arrondies.
Au début du vingtième siècle, des compétitions ont été organisées, et au début du vingt-et-unième, une association fut créée, avec comme ambassadeur Ard Schenk.
Depuis 2013, les Pays-Bas ont inscrit le schoonrijden sur leur liste du patrimoine culturel immatériel,.

## Galerie
- Concours en 1924 à Wormerveer.
- Compétition en 1927 à Hoogezand.
- Championnat des Pays-Bas, 1946.

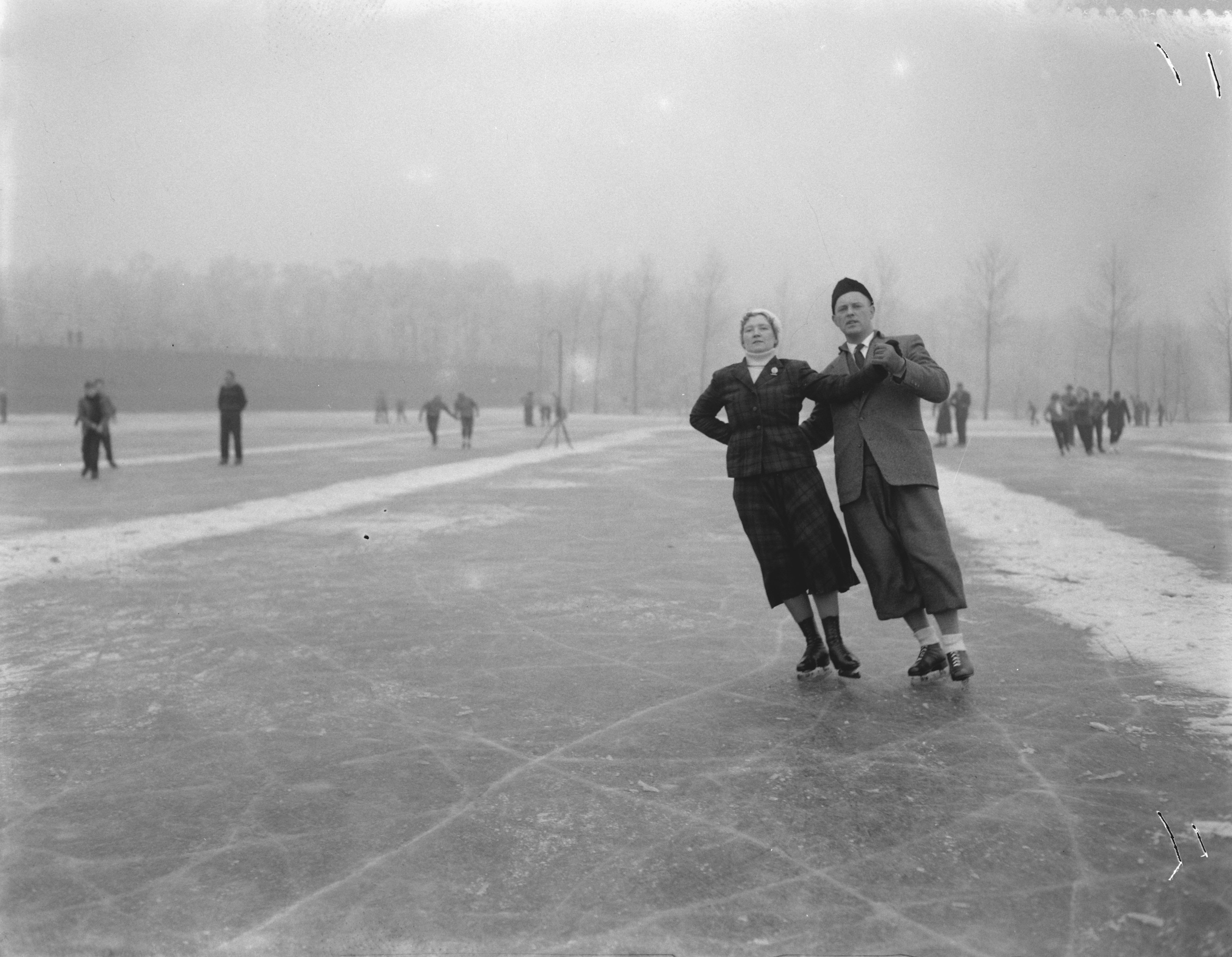
Pratiquants de schoonrijdern, février 1959. Photo : Joop van Bilsen, Anefo
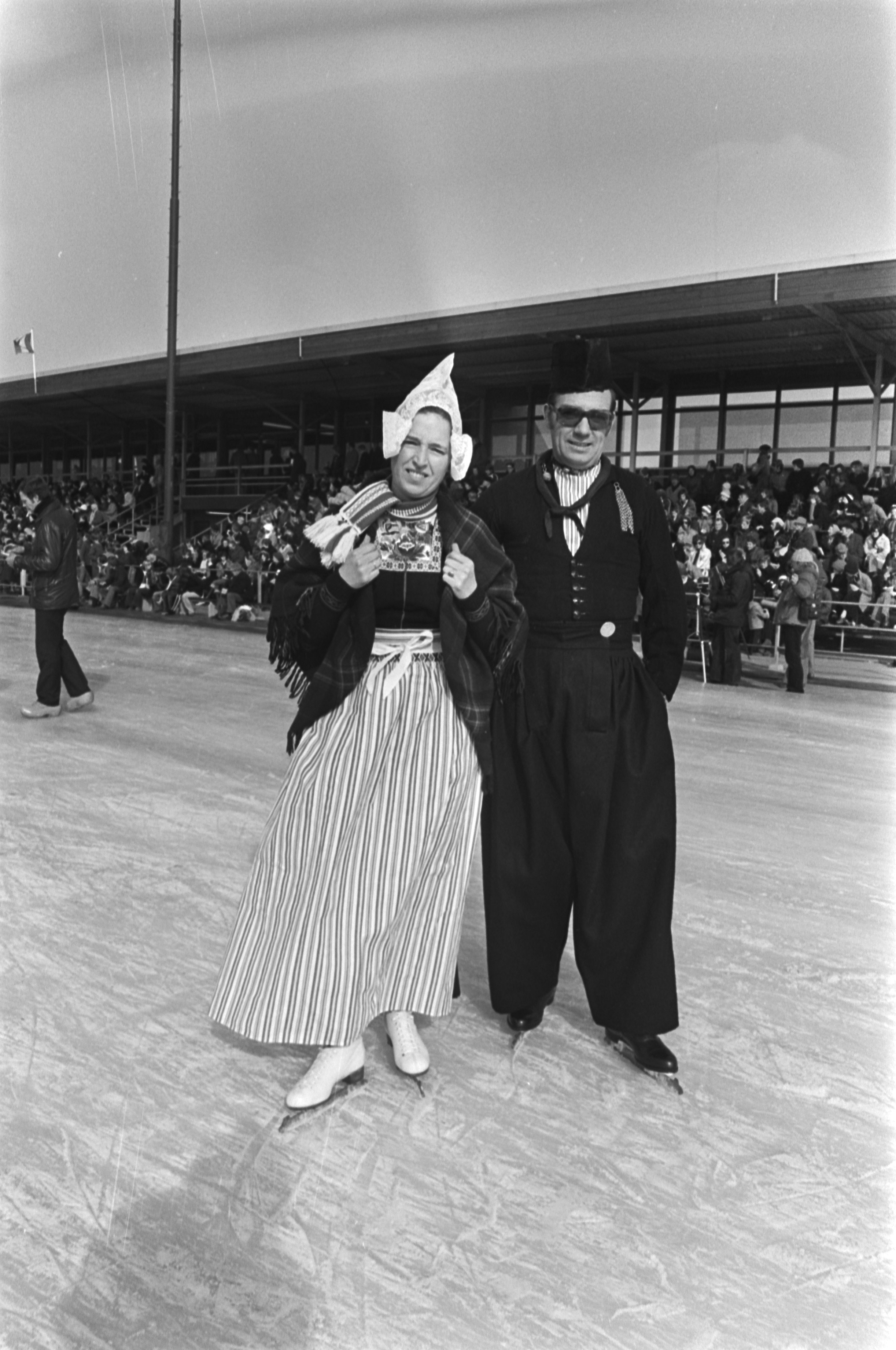
Patinage en costumes traditionnels, mars 1976 à Alkmaar. Photo : Rob Bogaerts, Anefo.
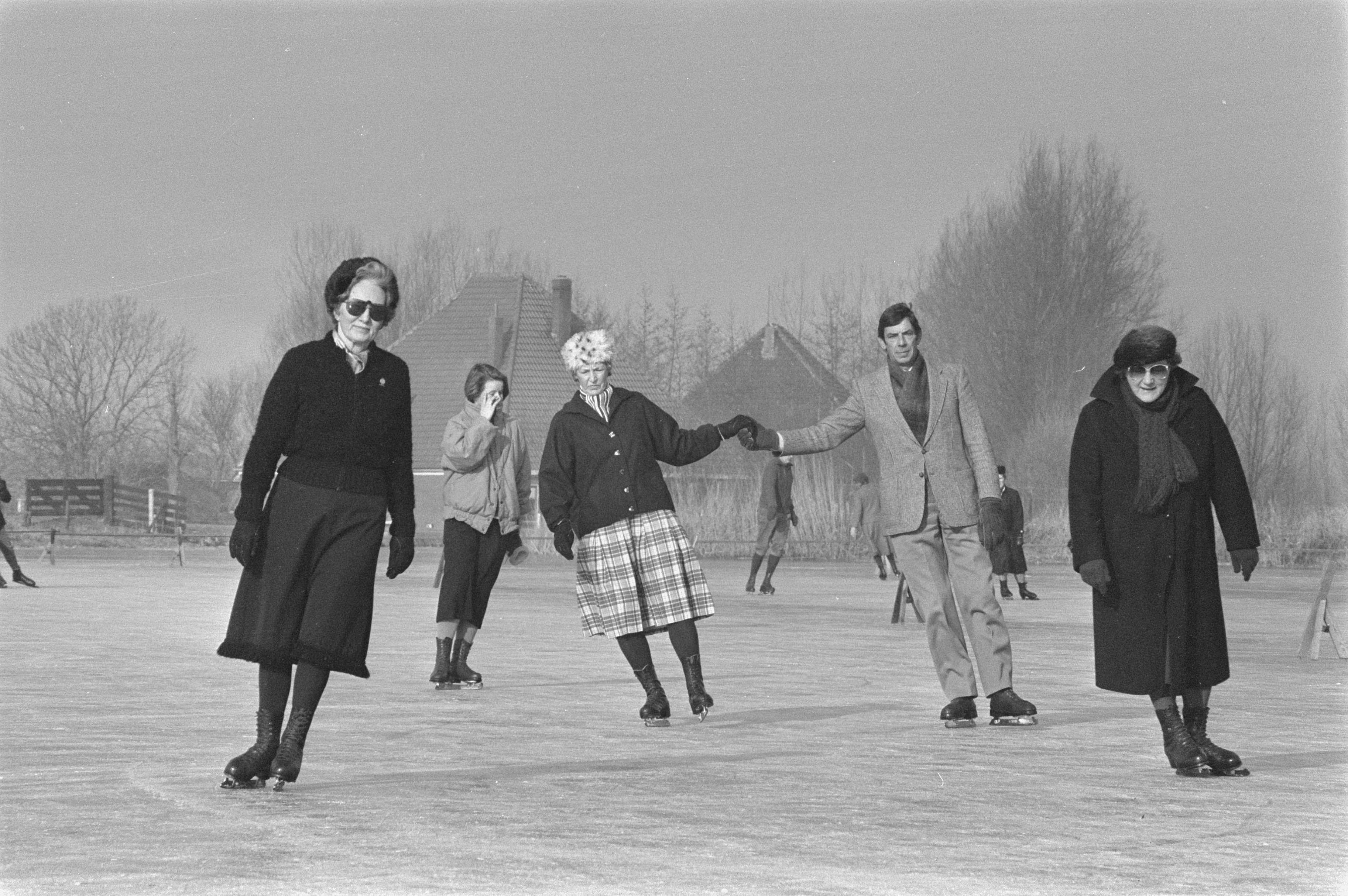
Patineurs en février 1985. Photo : Rob Croes, Anefo.